# Reprezentacja Argentyny w koszykówce mężczyzn
Reprezentacja Argentyny w koszykówce mężczyzn; (es. Selección de básquetbol de Argentina) – drużyna, która reprezentuje Argentynę w koszykówce mężczyzn. Za jej funkcjonowanie odpowiedzialny jest Argentyński Związek Koszykówki (Confederación Argentina de Básquetbol). Największy sukces tej reprezentacji to mistrzostwo olimpijskie 2004 z Aten.
Trenerem reprezentacji jest Sergio Hernández. Obecnie drużyna zajmuje 3. miejsce w rankingu FIBA.